# Sazavis prisca
Sazavis prisca (Сазавіс) — вимерлий енанціорносовий птах родини Alexornithidae, що мешкав у пізній крейді, 92 млн років тому. Відомий по решткам, що були знайдені у пластах формації Бісекти в пустелі Кизилкум, Узбекистан. Можливо, був пов'язаний з Alexornis і Kizylkumavis. Відомий лише з одного шматка tibiotarsus. Птах був при житті приблизно 18,5 см завдовжки, за винятком хвоста.